# Hypomyces hyalinus
Hypomyces hyalinus ist ein parasitischer Schlauchpilz aus der Familie der Krustenkugelpilzverwandten. Er infiziert Pilze der Gattung Amanita.

## Merkmale

### Nebenfruchtform
Obwohl die Anamorphen in einigen Proben von H. hyalinus beobachtet wurden, gibt es keine durchgängig identifizierbare Verbindung zwischen dem Pilz und seiner Anamorphen.

### Hauptfruchtform
Die Teleomorphe von H. hyalinus ist beobachtbar und kann identifiziert werden. Ein Hyphengeflecht, das sogenannte Subiculum, bedeckt den Fruchtkörper des Wirtes und führt zur Zerstörung der Lamellen sowie der Unmöglichkeit für den Wirt, seinen Hut auszubreiten. Das Subiculum ist weiß, im Alter auch blass oder mit einem pinken, gelben oder braunen Ton und umgibt den Wirt zur Gänze. Es reagiert nicht mit KOH. Die eigentlichen Fruchtkörper, die Perithecien, sind ei- bis birnenförmig. Sie werden 250–325 × 180–210 Mikrometer groß, sind blass bis hell orange oder bräunlich und farblos in KOH. Sie sind im Subiculum eingebettet, nur ihre Spitze (Papille) ragt heraus. Die Sporen sind spindelförmig, nahezu kahnförmig bis lanzettlich. Sie sind feinspitzig und deutlich warzig. Sie messen 15–20 × 4,5–6,5 Mikrometer und sind zweizellig mit einem Septum in der Nähe der Basis.

## Verbreitung
Hypomyces hyalinus hat ein großes Verbreitungsgebiet. Es wurden Nachweise in Ost-Kanada, im Norden und Südosten der Vereinigten Staaten sowie in China und Ost-Asien erbracht. Die früheste Aufzeichnung über den Parasiten stammt von 1822 aus Salem (North Carolina),:30 doch mikroskopische Beschreibungen von H. hyalinus kommen in der Literatur bis 1886 nicht vor.

## Ökologie

### Wirte
H. hyalinus ist ein wirtsspezifisches Pathogen, das ausschließlich Arten der Gattung Amanita infiziert, die einige der giftigsten Pilze der Welt gruppiert, unter anderem den Perlpilz (Amanita rubescens) und den Fliegenpilz (Amanita muscaria). H. hyalinus greift insbesondere das Basidiokarp der Fruchtkörper der Wirte an.

### Auswirkungen
Hypomyces hyalinus zerstört das Äußere seiner Wirte so vollständig, dass in Abwesenheit eines gesunden Exemplars in der Nähe eine Bestimmung des Wirtes im Freiland nicht möglich ist. Die Infektion bedeckt oft den Wirt und verhindert die Ausbreitung des Hutes, so dass dieser deformiert wird und mit dem Stiel verschmilzt. In der Folge werden die Lamellen des Pilzes gleichfalls zerstört und der Fruchtkörper stirbt ab, ohne Sporen verbreitet zu haben.

## Lebenszyklus
Der Lebenszyklus von Hypomyces hyalinus ist gegenwärtig noch nicht vollständig aufgeklärt. Allgemein wechselt er in der Abteilung Schlauchpilze zwischen einer asexuellen und einer sexuellen Phase, die auch Anamorphe bzw. Teleomorphe heißen. Jede dieser Phasen umfasst Zwischenschritte, die abhängig von der Art variieren.

## Forschung

### Abgeschlossen
H. hyalinus wurde in vielerlei Hinsicht untersucht. Felduntersuchungen wurden dazu genutzt, die Auswirkungen auf die Wirte zu beobachten.
Zusätzlich zu direkten Feldbeobachtungen wurde der Pilz auf Hafermehl-Agar und Kartoffel-Dextrose-Agar kultiviert, um biochemische und mikroskopische Untersuchungen zu ermöglichen. Ein KOH-String-Test, welcher den Gram-Status eines Organismus prüft, führte zu einer Klassifikation von H. hyalinus als grampositiv. Zusätzlich sind unterschiedliche Mikroskopieverfahren zur Beobachtung des Pilzes eingesetzt worden, so Hellfeld-, Fluoreszenz-, Differentialinterferenzkontrast- und Phasenkontrastmikroskopie.

### Weiterführend
Es gibt nur wenige Hinweise in der wissenschaftlichen Literatur zu Hypomyces hyalinus. Weitere Forschung wäre hilfreich, um z. B. den Lebenszyklus der Art aufzuklären, was auch dazu führen würde, die Art und Weise der Übertragung des Pathogens zu verstehen. Außerdem könnte weitere Forschung helfen, die giftigen Pilze der Gattung Amanita zu manipulieren, da H. hyalinus eine hohe Wirtsspezifität hat.
Obwohl H. hyalinus gegenwärtig keinen hohen ökonomischen oder sozialen Einfluss hat, könnte weitere Forschung den Parasiten wegen seiner Beziehung zu den (essbaren und giftigen) Arten der Gattung Amanita für die Gesellschaft nutzbar machen. Weitere Forschung könnte auch die Rolle von H. hyalinus bei populations-, umwelt- und evolutionsbiologischen Fragestellungen klären.